# Ra
 For alternative betydninger, se Ra (flertydig). (Se også artikler, som begynder med Ra)
| r · a | N5 · Z1 | C2 |

| r · a | N5 · Z1 | C2 |

| N5 · Z1 | C2 |

| N5 · Z1 | C2 |

| C2 |

| C2 |

Ra, ofte også skrevet som Re, var solguden i det gamle Egypten. Denne periode i Egyptens historie var præget af eksistensen af mange forskellige guder og faraoerne blev anset som personificeringer af guder. 
Ra var solguden i Heliopolis samt øverste dommer. Andre guder, der søgte almindelig anerkendelse, forbandt deres navn med hans, for eksempel Amon-Ra.
Der knyttede sig flere myter til Ra og hans guddommelige virke. En af myterne om Ra berettede, at han hver morgen blev født af gudinden Nut – ikke som et lille barn – men som en voksen gud, der sprang ned i sin båd og begyndte at sejle hen over himlen. Man mente, at Ra rejste i en Manjetbåd. Mandskabet var en række forskellige guder. Over himlen ville båden sejle gennem de tolv provinser, som repræsenterede de tolv dagtimer. Om aftenen nåede han ned på den anden side af Jorden. Der stod hans mor parat og slugte ham. Næste morgen blev han født igen, og sådan fortsatte det, år ud og år ind.
En anden myte gik ud på, at Ra altid var på rejse. Om dagen gik turen hen over himlen, men når det blev aften, forsvandt han ned i en mørk underverden, de dødes land. Under denne rejse blev han kaldt Auf, der betyder lig. Hans båd blev kaldt Mesektetbåden på hans rejse gennem de tolv nattetimer. I underverdenen var Ra en ond og sort gud, som alle var bange for.
Det var ikke altid nogen let sejlads på disse skibe. I løbet af dagen skulle Ra besejre sin største fjende, en slange ved navn Apophis. Et stort slag blev udkæmpet mellem Ra og Apophis. Ra var normalt vinderen, men på stormfulde dage eller under en formørkelse troede egypterne, at Apophis var sejrherren og slugte solen.
Da ingen vinde blæste i underverdenen, var Ra nødt til at stole på forskellige uvenlige ånder og dæmoner til at hjælpe med at slæbe hans båd langs floden. De gamle egyptere troede på, at når man var død kom man hen til et land, der lignede Nildalen. Der skulle man leve i evig lyksalighed sammen med guderne. I begyndelsen troede man, at det kun var de kongelige der havde et liv efter døden. Men i Det ny rige var det også alle andre.
Ra var konge over guderne. Ra gjorde alt for at både guder og mennesker havde det godt, men når han blev trodset var det solens øje der blev sendt ned for at råde bod på tingene.
Ra havde flere forskellige navne; Først på dagen hed han Khepri og lignede en skarabæ, fordi egypterne troede at det var en skarabæ der skubbede solen op om morgenen. Om middagen hed han Re-Harakhte, han lignede et menneske med falkehoved og med en solskive på hovedet. Til sidst om aftenen hed han Atum. 
For egypterne bestod universet i begyndelsen kun af et urhav, indtil Solen, personificeret i guden Ra, steg op over havet fra et æg. Ra havde fire børn, guderne Shu og Geb samt gudinderne Tefnut og Nut. Tefnut og Nut blev til atmosfæren, og begge stod på Geb, Jorden, mens Shu blev til himlen. Over dem herskede Ra.
Geb og Nut fik to sønner, Seth og Osiris, samt to døtre, Isis og Nephthys. Osiris efterfulgte Ra som konge over Jorden, assisteret af sin kone, søsteren Isis. Imidlertid hadede Seth sin bror og dræbte ham. Isis sørgede og balsamerede sin mands krop, hjulpet af guden Anubis. Takket være Isis' skønhed og charme genopstod Osiris og blev til underverdenens hersker, hersker over de døde. Horus, som var søn af Osiris og Isis, besejrede Seth i et slag og blev således konge over Jorden.
Den officielle statsreligion i Egypten under det mellemste rige (2134–1668 f.Kr.) havde Ra som overgud, indtil det attende dynasti, hvor farao Amenhotep III, omdøbte Ra til Aton, en gammel betegnelse for Solens fysiske kraft og styrke. Aton var en solskive med mange lysende arme. Større omvæltninger skete, da Amenhotep III's søn, Amenhotep IV, proklamerede, at Aton var den eneste, sande gud. Efter Amenhotep IV's død vendte tingene dog tilbage til tidligere tider, idet der atter blev flere guder.